# Egergraben

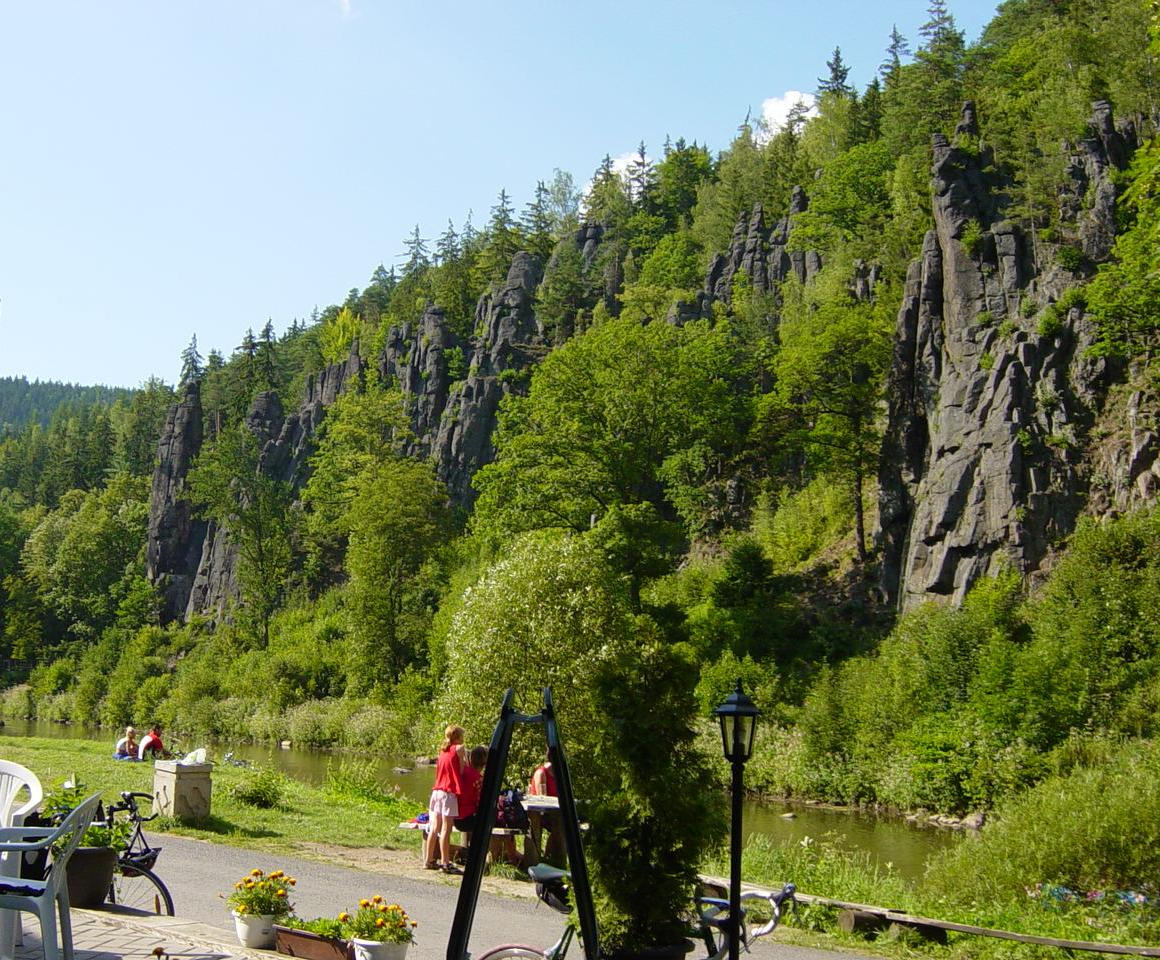
Die Hans-Heiling-Felsen an der Eger westlich von Karlsbad (Karlovy Vary): variszische Granite der Böhmischen Masse knapp südlich der südlichen Grabenrandstörung des Falkenauer Beckens.

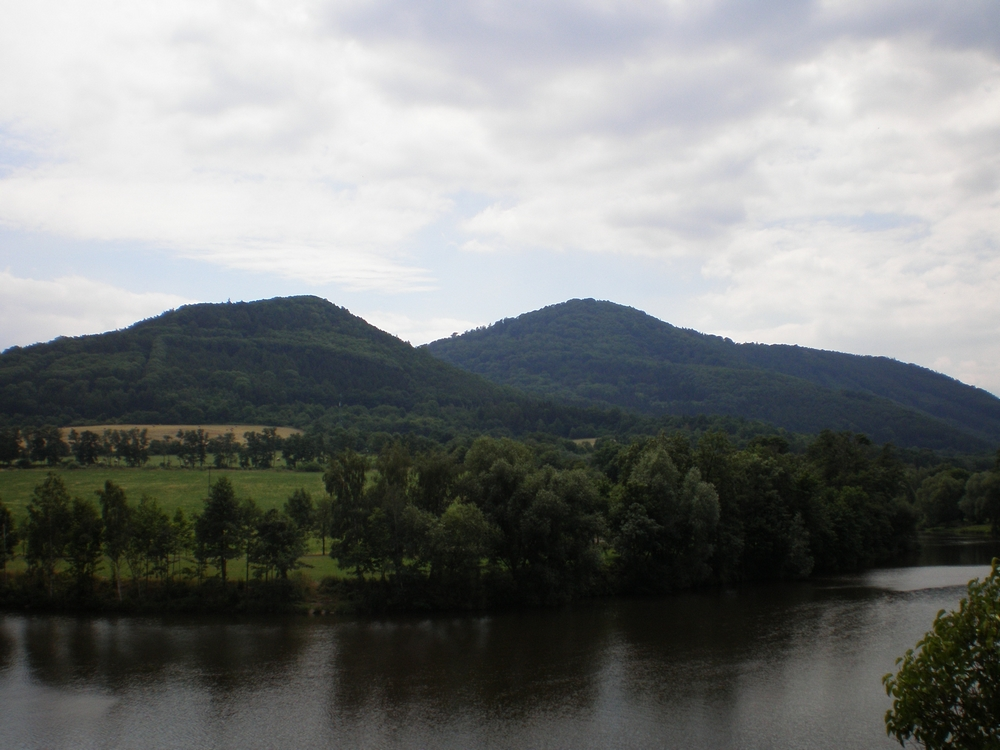
Mravenčák (links) und Černý vrch (Schwarzer Berg), zwei Tephrit-Basanitkuppen am Nordrand des Duppauer Gebirges gegenüber von Klášterec nad Ohří (Klösterle an der Eger)

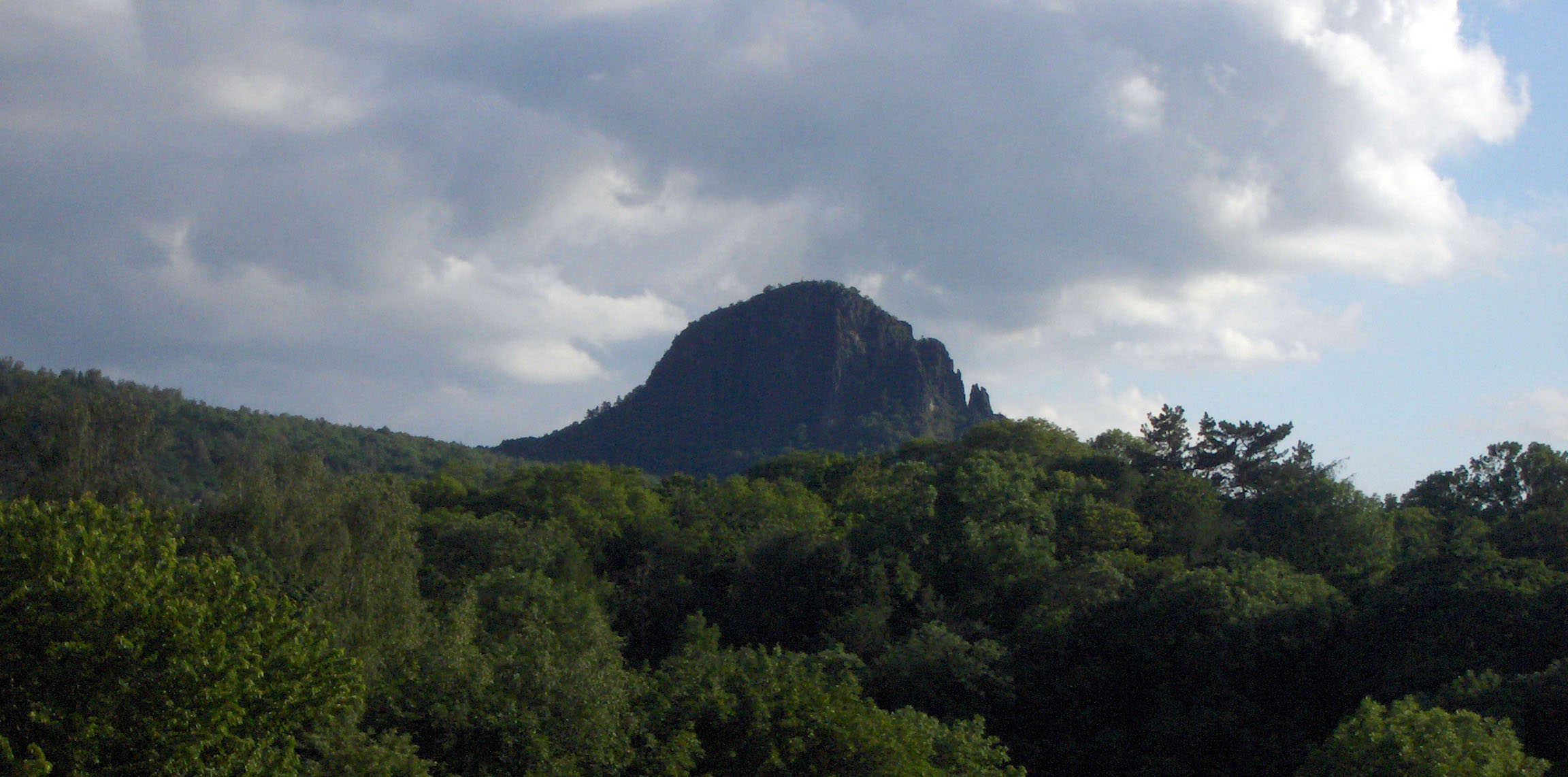
Der Bořeň (Borschen) bei Bílina (Bilin), eine isoliert stehende Tephrit-Basanit-Erosionsruine am Übergang des Böhmischen Mittelgebirges ins Nordböhmische Becken

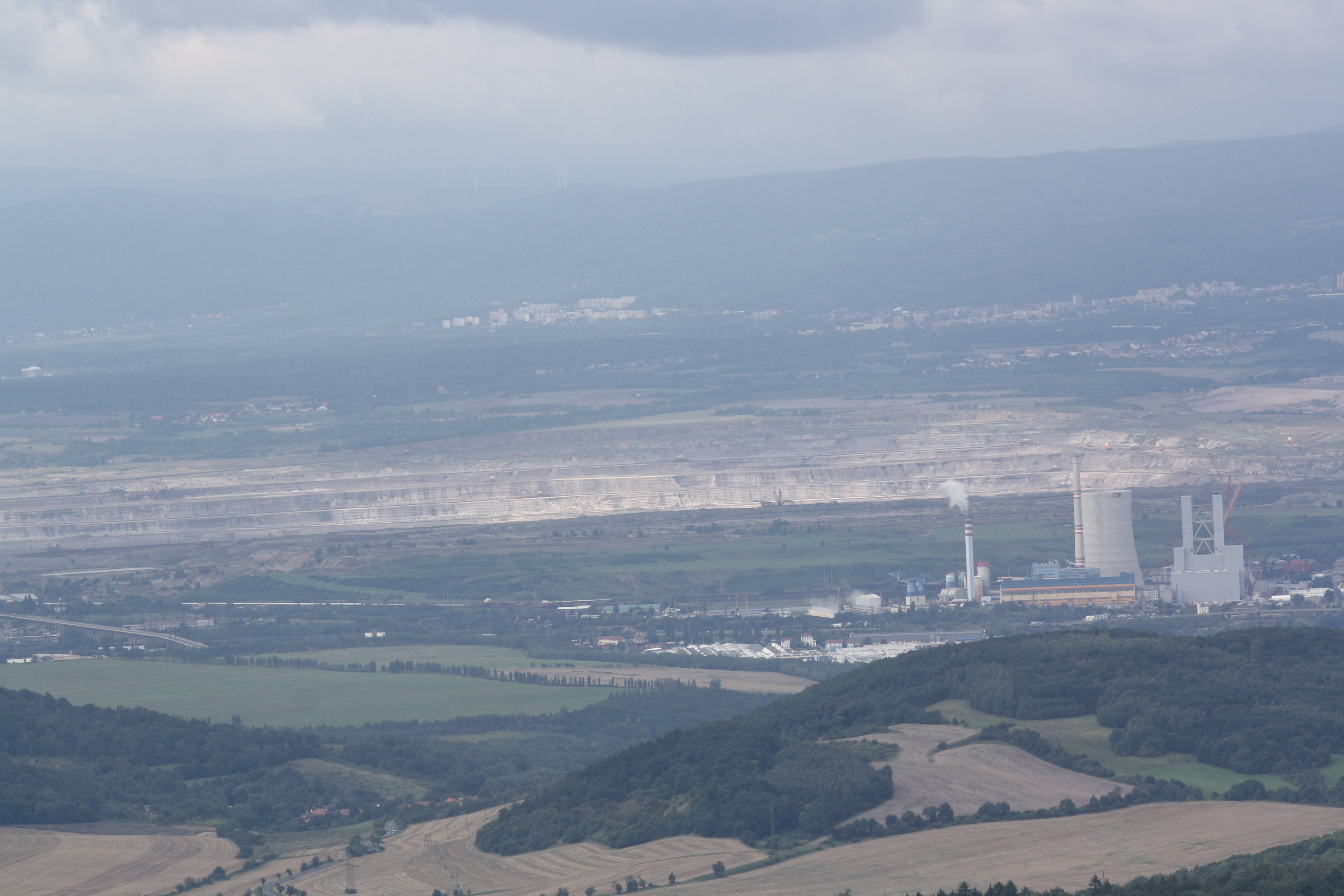
Blick vom Milleschauer im Böhmischen Mittelgebirge über das Nordböhmische Becken, u. a. mit dem Kohlekraftwerk Ledvice (Ladowitz) und dem Braunkohletagebau Bilin. Im Hintergrund der Südrand des Erzgebirges mit der Kleinstadt Litvínov (Leutensdorf).

Der Egergraben (Ohře-Graben, tschechisch Oherský rift) ist eine geographische und regionalgeologische Raumeinheit im Nordwesten Tschechiens bzw. in Nordböhmen. Er ist Nordost-Südwest ausgerichtet, verläuft südlich parallel zum Erzgebirge (Krušné Hory) und ist bezüglich seiner Entstehung mit diesem verknüpft.

## Geographie
Der morphologisch als Niederung ausgebildete Teil des Egergrabens befindet sich komplett in der Tschechischen Republik, in etwa zwischen den Städten Cheb (Eger) im Südwesten und Ústí nad Labem (Aussig) im Nordosten. Sein südwestlicher Abschnitt wird vom namensgebenden Fluss Eger (Ohře) durchflossen und trennt das Erzgebirge vom Kaiserwald (Slavkovský les) und Duppauer Gebirge (Doupovské hory). Im Nordosten setzt sich die Niederung als Nordböhmisches Becken im Tal der Biela fort und trennt dort das Erzgebirge vom Böhmischen Mittelgebirge (České středohoří), während die Eger das Böhmische Mittelgebirge südlich umfließt und bei Leitmeritz (Litoměřice) in die Elbe mündet.

## Geologie
Der Egergraben im geologischen Sinn umfasst, je nach Definition, ein z. T. deutlich größeres Areal als die Flusstäler von Eger und Biela. In jedem Fall werden Duppauer Gebirge und Böhmisches Mittelgebirge mit hinzugerechnet.
Der Egergraben kann als Paläo-Rift, d. h. als ein heute weitgehend inaktiver Grabenbruch, betrachtet werden. Er gehört zum sogenannten Europäischen Känozoischen Riftsystem und bildete sich durch die Fernwirkung der Entstehung der Alpen im Tertiär. Die Norddrift der afrikanischen Kontinentalplatte rief in Mitteleuropa verstärkte Spannungen in der Erdkruste hervor. Diese Spannungen wurden abgebaut, indem an Verwerfungen im eingeebneten und zu großen Teilen von mächtigen Sedimentschichten überdeckten Variszischen Grundgebirge erneut tektonische Bewegungen stattfanden. Entlang solcher, nordost-südwest (erzgebirgisch) streichenden Bruchzonen und entsprechend nordwest-südost (herzynisch) orientierten Querstörungen sank vom Eozän oder frühen Oligozän bis zum späten Miozän, vor etwa 40 bzw. 35 bis 9 Millionen Jahren, der Egergraben in den nordwestlichen Teil der Böhmischen Masse ein und trennte dadurch die Erzgebirgsscholle vom Rest der Böhmischen Masse ab. Nachfolgend wurde das Erzgebirge zusätzlich herausgehoben. Da die Hebung vorwiegend an der Bruchzone zwischen Erzgebirge und Egergraben (Erzgebirgsabbruch) stattfand, steigt das Erzgebirge an seiner in Sachsen liegenden Nordwestflanke nur sehr allmählich an, fällt aber nach Südosten, an der dem Egergraben zugewandten Flanke steil ab. Man spricht aufgrund dieser Geometrie auch von einem Pultschollengebirge. Die bedeutendste südliche Randstörung des Egergrabens ist der Mittelgebirgsabbruch (benannt nach dem Böhmischen Mittelgebirge), auch als Litoměřice-Störung bezeichnet. Insbesondere während der Hauptphase der tektonischen Bewegungen stiegen dort, wo sich erzgebirgische und herzynischen Hauptstörungen kreuzen, große Mengen basaltischen Magmas auf, was an der Oberfläche des Egergrabens zu ausgedehntem Vulkanismus führte. Da die resultierenden Vulkangesteine relativ erosionsbeständig sind, bilden sie heute die Berge des Duppauer Gebirges und des Böhmischen Mittelgebirges.
Die Vulkankomplexe gliedern den Egergraben zusammen mit einigen herzynisch orientierten Hauptstörungen in mehrere Teilbecken: das in seiner heutigen Form geologisch vergleichsweise junge Egerer Becken (Cheb-Becken) im Südwesten, das Nordböhmische Becken (Most-Becken) im Nordosten und das relativ schmale Falkenauer Becken (Sokolov-Becken) dazwischen. Prinzipiell kann man auch das Mitterteicher Becken in Nordost-Bayern sowie das Zittauer und das Berzdorf-Radmeritzer Becken im Dreiländereck Deutschland-Tschechien-Polen als südwestliche bzw. nordöstliche Ausläufer mit zum Egergraben-System dazu zählen.
Als Senkungsgebiete waren der Egergraben bzw. dessen Teilbecken im Tertiär bedeutende Ablagerungsgebiete. Dort bestanden ausgedehnte Fluss-, See- und Sumpflandschaften, in denen sich die heutigen nordböhmischen Braunkohlelagerstätten bildeten, die z. B. bei Chomutov im Most-Becken oder bei Bogatynia im Zittauer Becken abgebaut werden. Die Sedimentschichten enthalten ferner eine vielfältige Flora und Fauna. Die Fossillagerstätte Dolnice im Cheb-Becken ist für ihre reichen Vorkommen an Schlangen, Eidechsen und Lurchen des frühen Miozäns berühmt, da diese Wirbeltiergruppen in den meisten Fossilfundstellen gleichen geologischen Alters wesentlich seltener sind. Eine andere bedeutende frühmiozäne Wirbeltierfundstätte ist „Merkur-Nord“ im Tagebau Nástup–Tušimice nahe Chomutov im Nordböhmischen Becken.
In einigen Gebieten des Egergrabens sind hohe geothermische Gradienten von 5,5 °C/100 m beobachtet worden, was zeigt, dass die vulkanische Aktivität in dem Gebiet noch nicht vollständig erloschen ist. Zu den spätvulkanischen Erscheinungen zählen die Mofetten im Moorgebiet Soos sowie die zahlreichen Thermalquellen, die zu den heißesten Quellen Europas zählen, wie der Karlsbader Sprudel (Vřídlo) mit 72 °C Austrittstemperatur. Das Auftreten schwacher aber spürbarer Schwarmbeben in Westböhmen und im Vogtland im südwestlichen Abschnitt des Egergrabens, insbesondere im Bereich der Marienbader Störung am Ostrand des Cheb-Beckens, zeigt zudem, dass auch die tektonischen Bewegungen noch nicht vollständig aufgehört haben.